# El Faro (programa de radio de España)
El Faro es un programa de radio español que se emite en la Cadena SER. Desde su inicio lo dirige y presenta la periodista Mara Torres y se emite de lunes a jueves de 1:30h a 4:00h. En octubre de 2023 recibió el Premio Premio Ondas al Mejor Programa de Radio Nacional «por haber transformado la radio de madrugada en un espacio de conocimiento y reflexión, en el que los oyentes participan de una enriquecedora experiencia colectiva».En diciembre de ese mismo año, Mara Torres recibió el Premio Nacional de Periodismo Miguel Delibes por «dignificar la franja horaria de madrugada dentro de la radio española, además de involucrar a los oyentes a la hora de realizar un programa gracias a una única palabra» con El Faro y conseguir «crear cada madrugada un pequeño universo que interconecta realidades, personas y es capaz de generar debates, poniendo en valor tanto a la palabra como a la propia lengua española». Julia Molina es la sustituta de Mara Torres en vacaciones.

## El programa
El Faro  emitió su primer programa el 2 de octubre de 2018 tomando el testigo del «Hablar por hablar», un programa que llevaba tres décadas en antena. Desde entonces, se emite de lunes a jueves y cada noche gira en torno a un tema del que se hacen múltiples interpretaciones. Está enriquecido con las opiniones, historias, anécdotas o reflexiones que aportan los expertos invitados y los oyentes a través de todos los canales de interacción, sobre todo las notas de voz de un minuto de duración que envían y que se reproducen a lo largo de todo el programa.
El Faro es una idea original de su directora, Mara Torres, que quiso alejarse de los formatos nocturnos de confidencias y llamadas de oyentes que compartían sus problemas e inventó un formato nuevo con más peso en los contenidos y en la información, aportada tanto por los expertos como por los oyentes.
La vocación del programa, según contó su directora al diario El País, es la siguiente: «Cada faro es único en el mundo porque tiene una señalización lumínica que lo identifica. Siguiendo su estela, El faro será único porque girará sobre un asunto distinto cada noche: temas cotidianos como la mesa, el pan, la figura del padre o la cama, pero también sobre el paso del tiempo, el amor, la vejez o el deseo. Entre el equipo del programa y los oyentes iremos construyendo un programa con las múltiples posibilidades que da cada tema, desde la más intelectual a la más casera».
En su inicio el programa terminaba a las 4 de la madrugada. Desde septiembre de 2020, ha aumentado su duración en treinta minutos y termina a las 4.30h. Según el Estudio General de Medios de diciembre de 2020, El Faro es el programa de radio más escuchado de su franja horaria: «El espacio que conduce cada madrugada Mara Torres vuelve a ser el más escuchado de su franja, y el único que supera la barrera psicológica de los 200.000 oyentes. El Faro puede presumir liderar las madrugadas gracias a alcanzar los 209.000 oyentes».
La madrugada del lunes 8 al martes 9 de noviembre de 2021, El Faro alcanzó los 600 temas y con ese motivo abrió las puertas del estudio a los oyentes. Fue el primer programa de la Cadena SER que hizo un programa con público tras veinte meses de pandemia.

## Secciones

### El Gatopardo
Cada noche un invitado del cual no se desvela su nombre acude a El Faro para ser entrevistado. Al llegar elige un seudónimo y gran parte de la entrevista se desarrolla sin que los oyentes sepan quién es. En estas entrevistas tan personales los invitados, en la intimidad de la madrugada, hablan de su vida, sus sueños y sus proyectos.
Algunos de los más de doscientos cincuenta Gatopardos que han visitado El Faro son: Ana Belén, Antonio Muñoz Molina, Christina Rosenvinge, Elvira Lindo, Eva Amaral, Fernando Trueba, Gonzalo Suárez, Juan Cruz, Kase.O, Julio Llamazares, Nacho Vegas, Paco León, Verónica Forqué, Alba Flores, Eduardo Madina, Enrique Vila-Matas, Estrella Morente, José Sacristán, Imanol Arias, Luis García Montero o Juan José Millás.

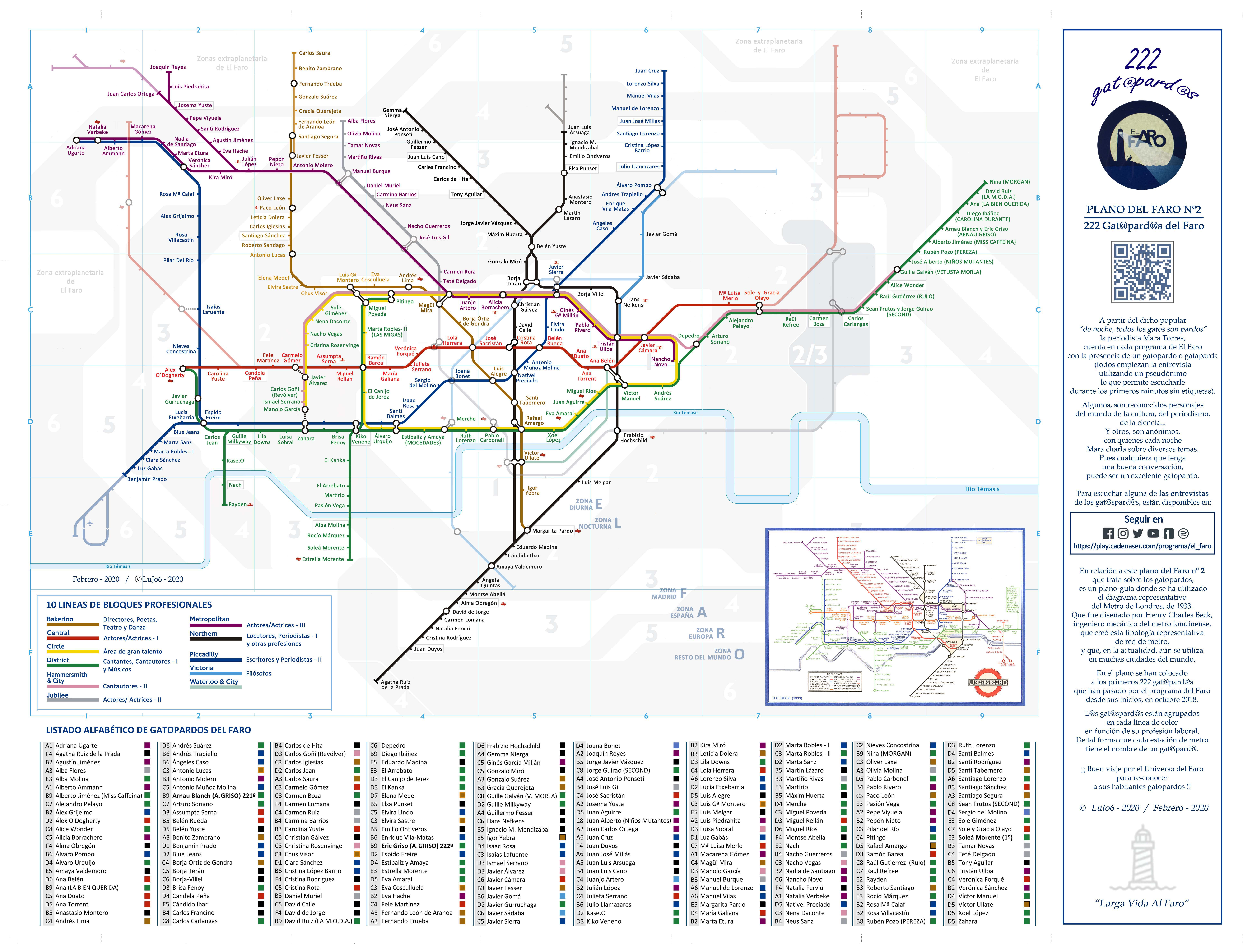
Infografía con los 222 primeros Gatopardos que han visitado el Faro hecha por el farero LuJo6.

Infografía de todos los Gatopardos que han visitado el programa de radio El Faro (Cadena SER) en la temporada 1 hecha por el farero Jurucu.

Infografía de todos los Gatopardos que han pasado por El Faro (Cadena SER) en la temporada 2 hecha por el farero Jurucu.

### La librería de El Faro
La madrugada de los miércoles, la librera y crítica literaria Eva Cosculluela propone varios títulos del mundo de la literatura que guardan relación con los temas del mundo farero. Inspirada en las notas de voz que dejan los oyentes, en las entrevistas realizadas y las confesiones de los Gatopardos, cada semana la librera de El Faro propone libros y cuenta anécdotas de autores, de editoriales y del mundo literario.

### El destello
La madrugada de los jueves, el poeta y periodista Antonio Lucas ofrece su particular visión del tema relacionándolo con la actualidad, un análisis lúcido y muy poético.

### Suena la vida
Escuchando un sonido durante seis segundos, los oyentes tienen que adivinar de qué se trata. El oyente que consigue acertar gana un premio imaginario (una cama voladora, una conversación pendiente con alguien…).

## La comunidad farera
Los oyentes dejan notas de voz relacionadas con el tema de la noche. Algunas son vivencias personales o anécdotas que les han ocurrido; otras son aportaciones sobre el tema, saberes que los oyentes comparten. En palabras de Mara Torres, «Queríamos desarrollar un tema desde la experiencia profesional y la cotidiana, dándole la misma importancia a ambas, pues están entrelazadas. En el fondo, todos estudiamos acerca de la vida».
En cada programa, las notas de voz constituyen un compendio que mezcla experiencia y erudición; algunas de ellas «construyen en apenas un minuto una vida entera».
El programa ha creado una comunidad estable de fareros y fareras que participan desde el primer día y que se amplía programa a programa con oyentes que lo escuchan desde distintos lugares del mundo.

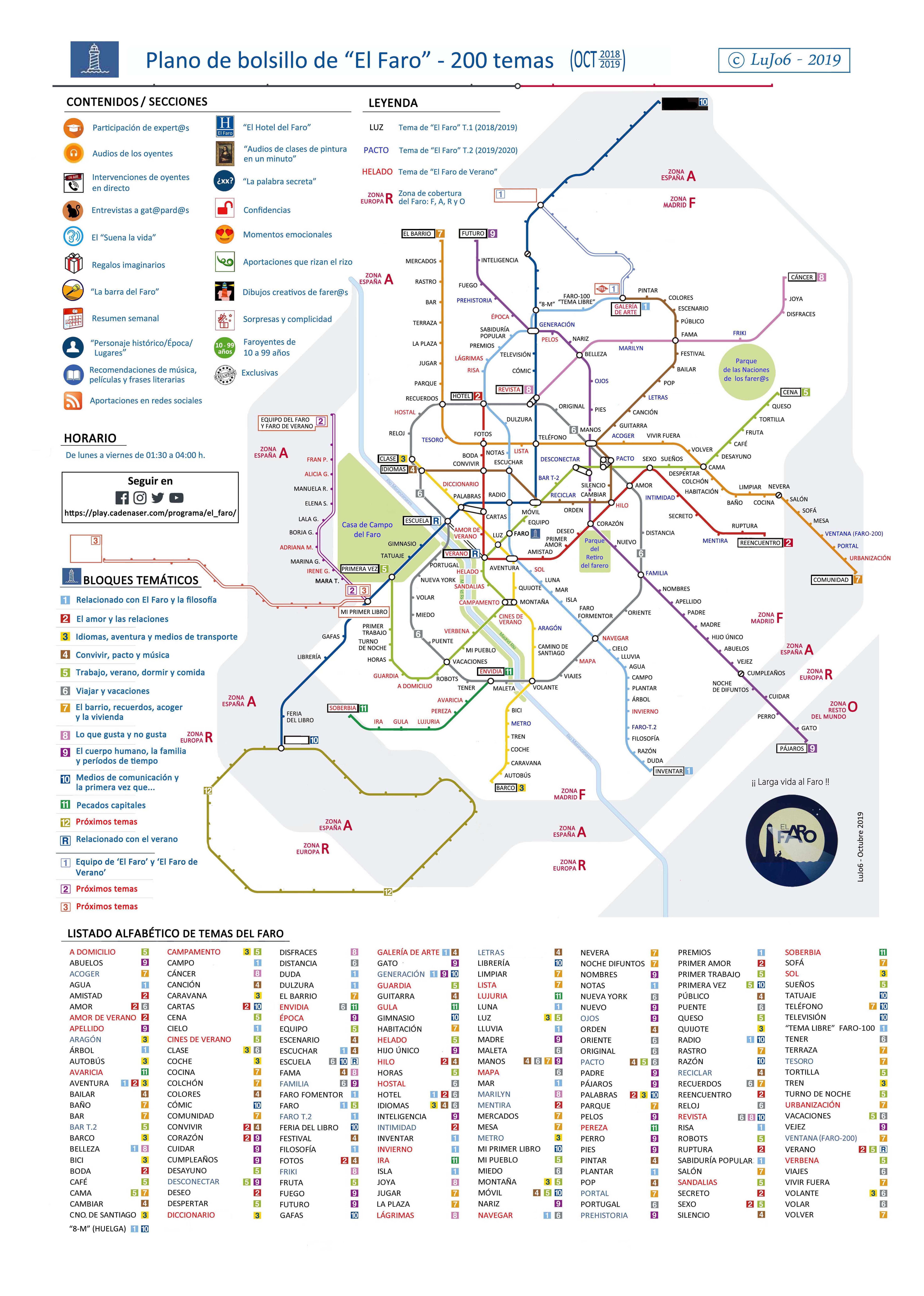
Infografía del plano del metro de Madrid que recoge los 200 primeros temas de El Faro en la primera temporada (2018-2019) realizada por el farero LuJo6.

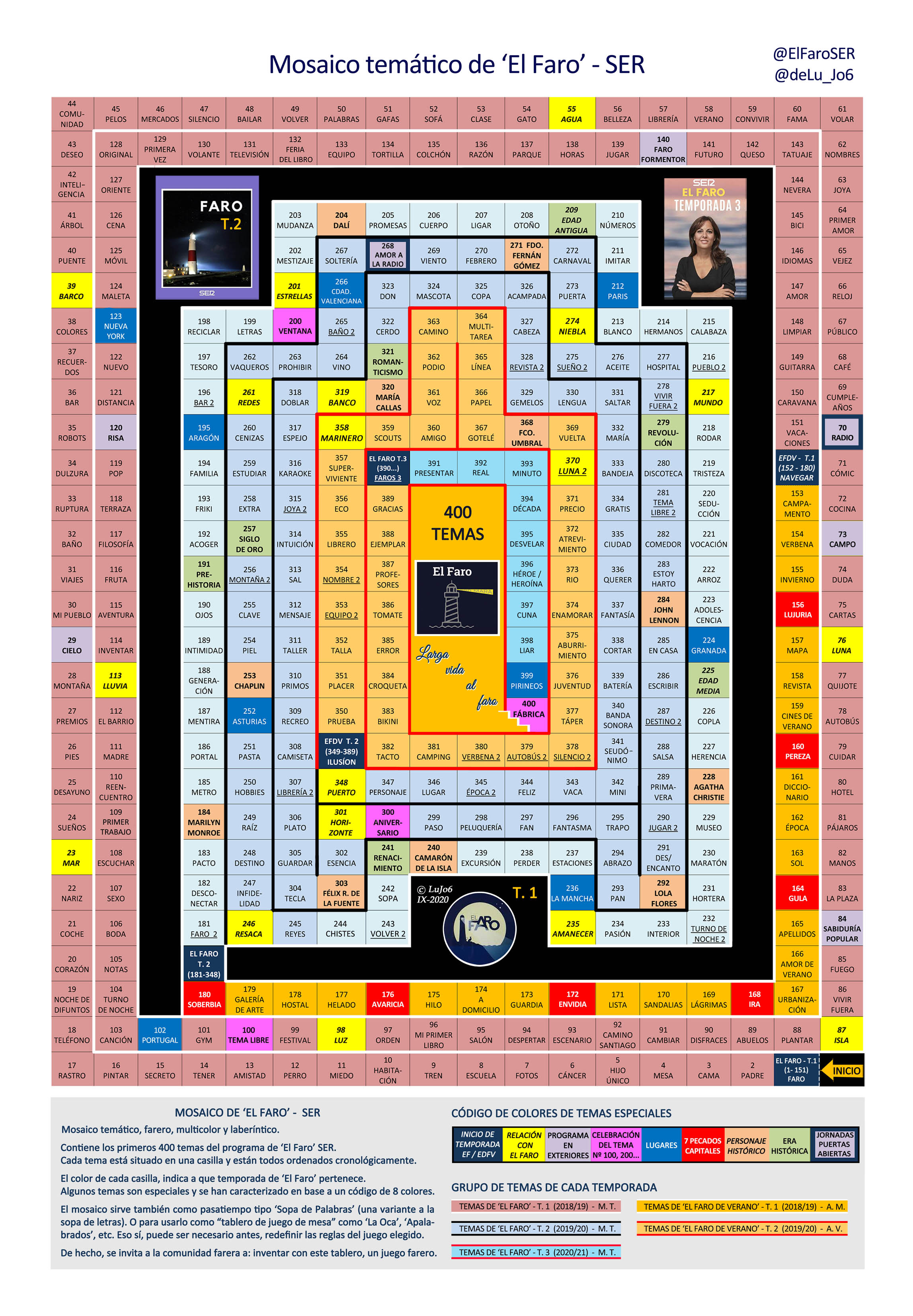
Infografía con los cuatrocientos primeros temas de El Faro realizada por el farero LuJo6.

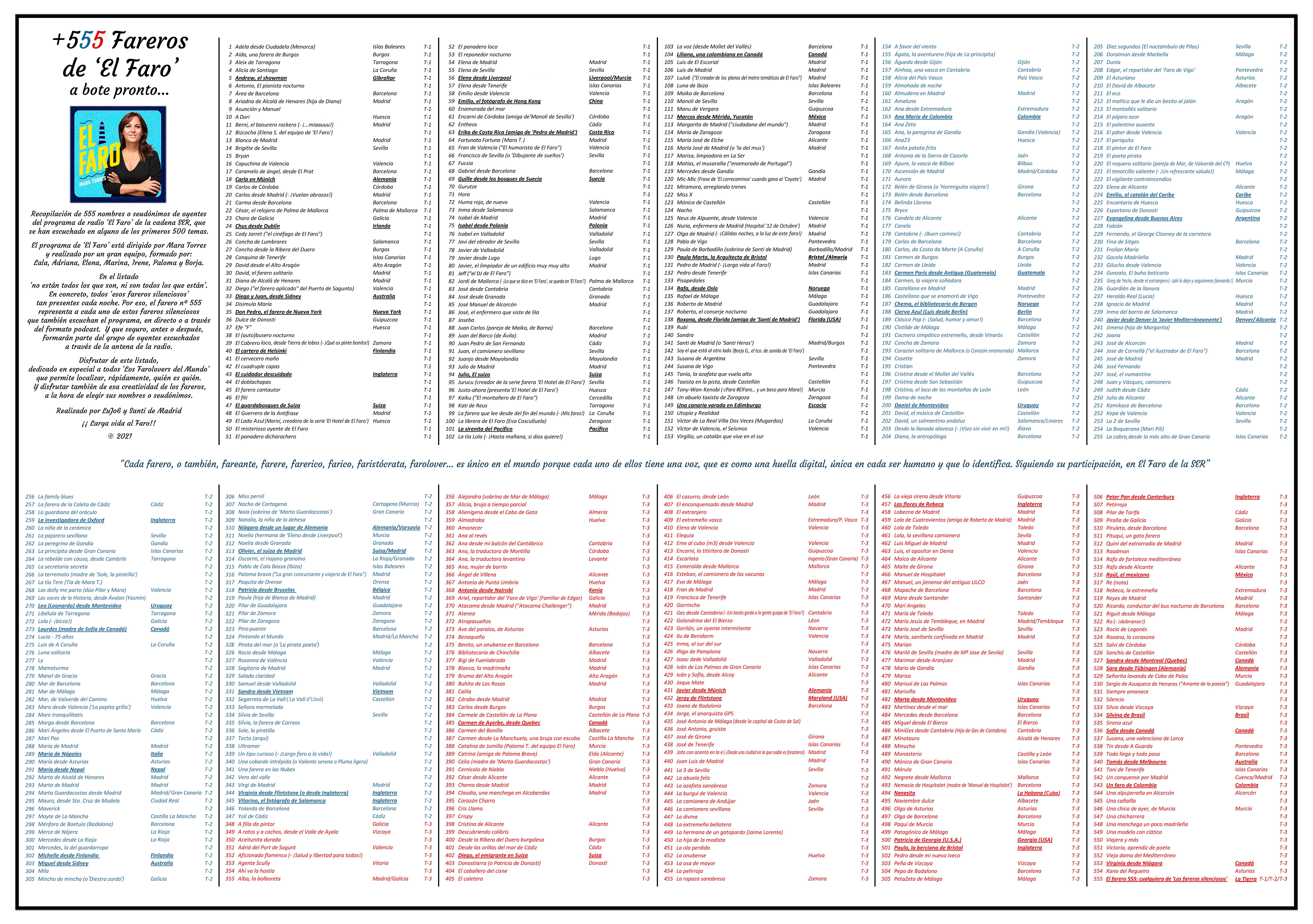
Infografía con 555 nombres o seudónimos de oyentes de El Faro que se han escuchado en alguno de los 500 primeros temas realizada por los fareros LuJo6 y Santi de Madrid.

## El equipo
- Directora: Mara Torres
- Subdirectora: Lala García
- Equipo de producción y redacción: Elena Sánchez, Paloma Terol, Julia Molina, Irene González
- Realizador: Chema Rodríguez

## El Faro y las nuevas formas de consumo de información
El Faro es una muestra de los cambios de hábitos en los oyentes, que ya no escuchan la radio sólo en directo. El número de descargas de los pódcast y de reproducciones de las entrevistas en el canal de YouTube —algunas con más de 90.000 visualizaciones— hacen que el programa trascienda el formato nocturno y se escuche a cualquier hora.
Además, el programa genera continua conversación en las redes sociales, que constituyen un canal más de comunicación de los oyentes con el programa.